# Picea asperata
Picea asperata Mast., 1906 è una specie di peccio, appartenente alla famiglia delle Pinaceae, originaria della Cina (Ningxia, Gansu, Sichuan, Shaanxi e Qinghai.

## Etimologia
Il nome generico Picea, utilizzato già dai latini, potrebbe, secondo un'interpretazione etimologica, derivare da Pix picis = pece, in riferimento all'abbondante produzione di resina. Il nome specifico asperata deriva dal termine latino aspera = duro, in riferimento alla consistenza degli aghi .

## Descrizione

### Portamento
Albero alto fino a 45 m, con unico tronco diritto che può raggiungere 1 m di diametro e virgulti inizialmente di colore marrone-rossastro o giallo-marrone, poi marrone o grigio-marrone nel secondo o terzo anno; i pulvini sono rigidi, con una struttura glauca.

### Foglie
Le foglie sono aghiformi, più o meno glauche, lunghe 1-2 cm, lineari, lievemente ricurve, quadrangolari-rombiche, con punte acute e lievemente pungenti; hanno stomi su entrambe le pagine, disposti in 4-8 linee. Le gemme vegetative sono coniche o ovoidali con punte coniche, resinose.

### Fiori
L'impollinazione avviene in maggio-giugno.

### Frutti
I coni femminili sono cilindrici, lunghi 5-16 cm e larghi 2,5-3,5 cm, inizialmente verdi, poi marroni chiari o marroni-rossastri a maturazione. I macrosporofilli sono obovati, con margine intero o dentellato, lunghi 2 cm. I semi, oboivali, maturano in settembre-ottobre, e sono lunghi 4 mm, con parte alata lunga 11 mm.

### Corteccia
La corteccia è di colore grigio-marrone, solcata in ruvide e irregolari placche.

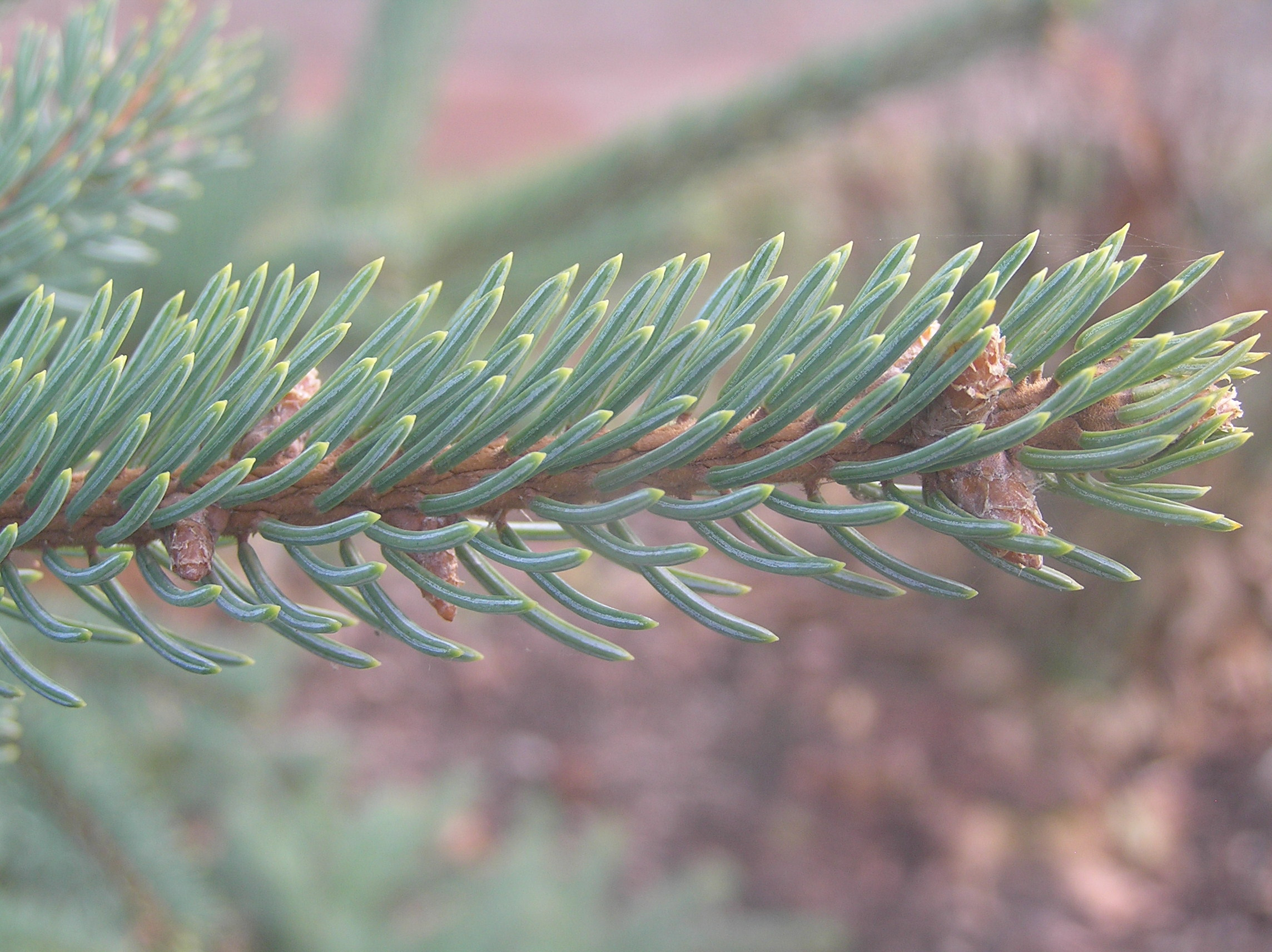
Aghi
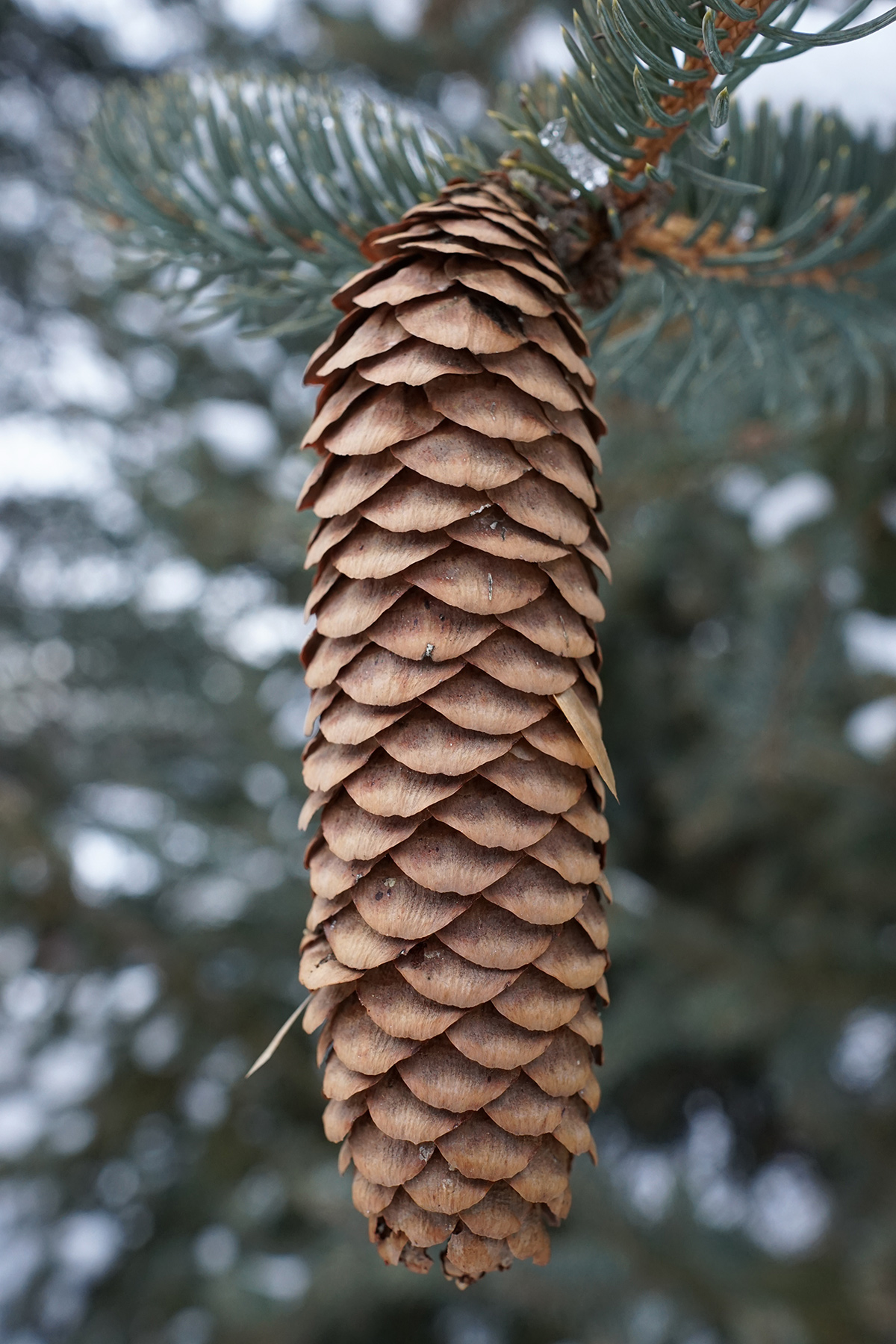
Cono femminile maturo
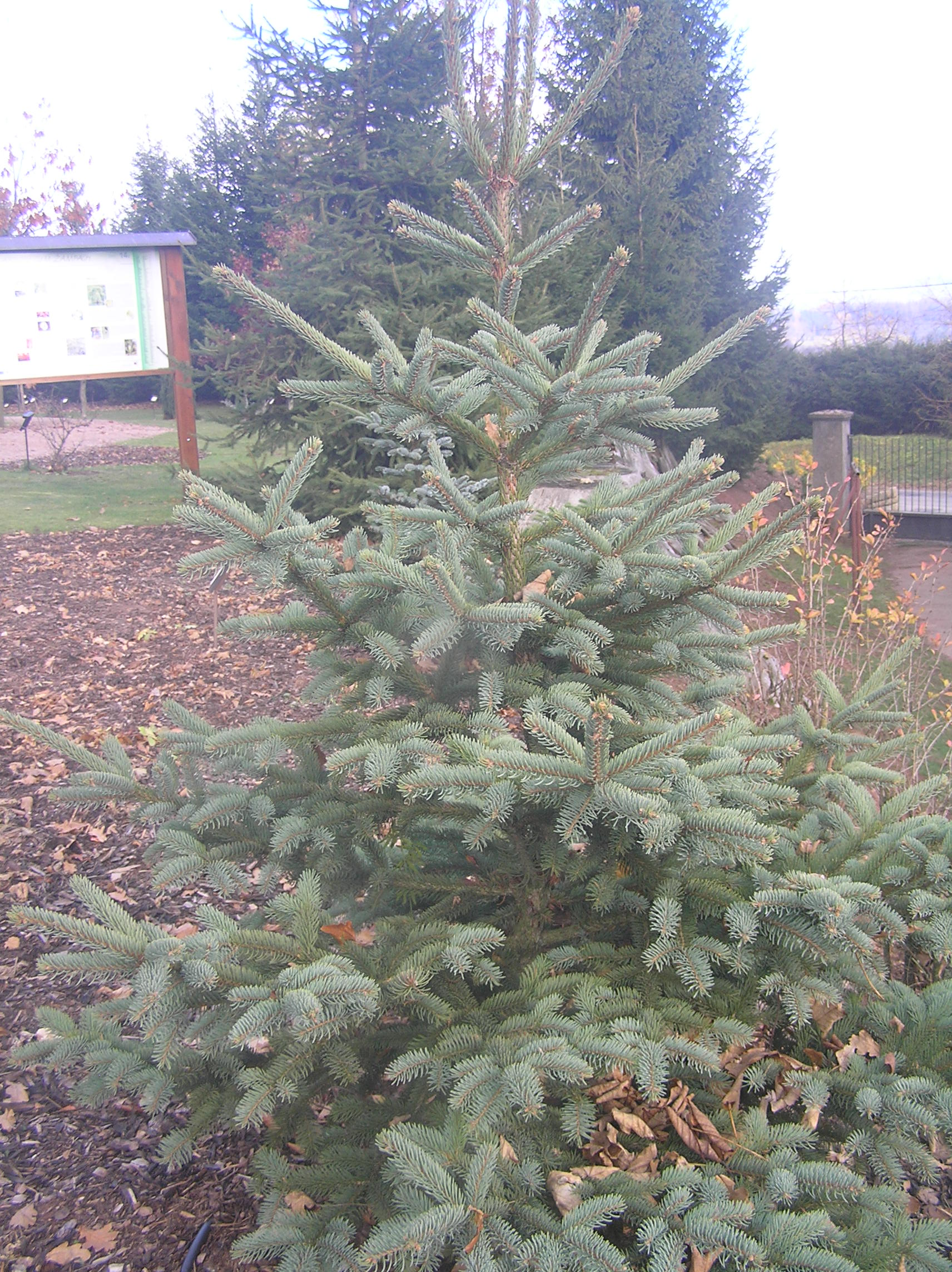
Giovane esemplare di P. asperata
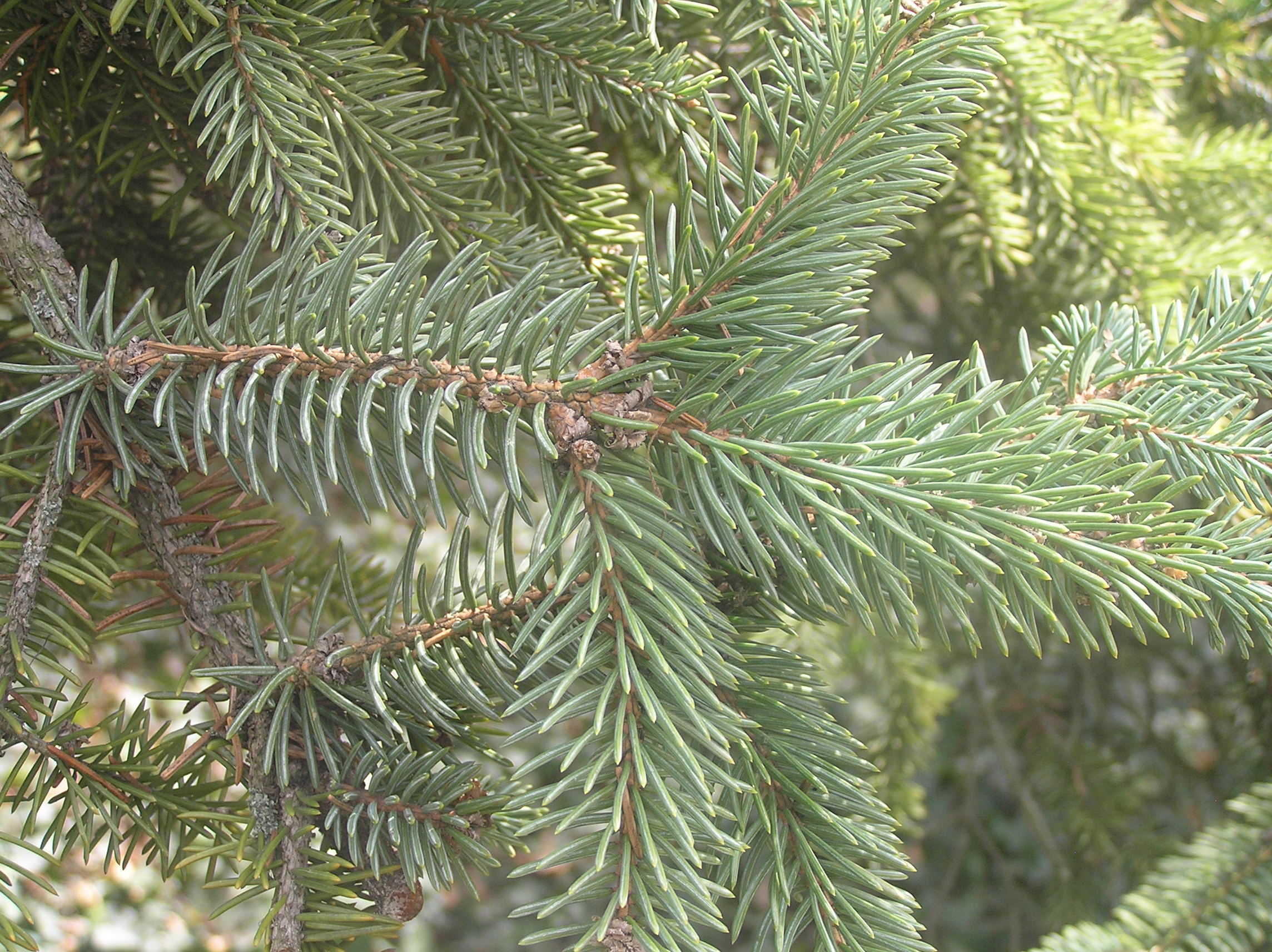
Virgulto
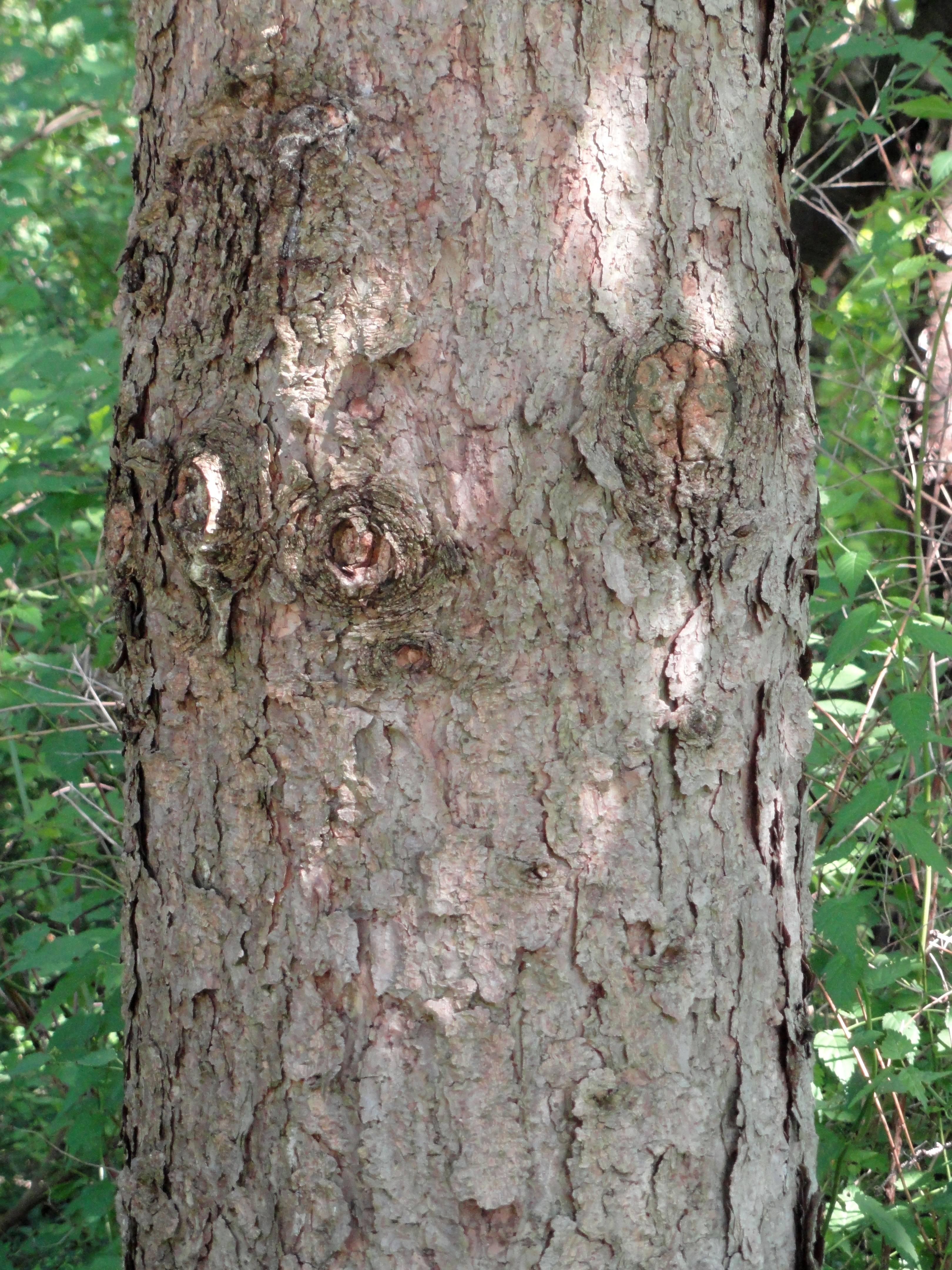
Corteccia

## Distribuzione e habitat
Vegeta in alta montagna dai 1500 ai 3800 m di quota (sopra i 2400 m nel Sichuan), prediligendo suoli podzolici; il clima di riferimento è continentale, caratterizzato da inverni freddi e estati secche (precipitazioni annue inferiori ai 500 mm). Cresce in foreste prevalentemente pure nei versanti settentrionali, o miste in associazione con altre specie di Picea, nel sud del Gansu anche con Abies nephrolepis; tra le caducifoglie è prevalente l'associazione con Betula albo-sinensis.

## Tassonomia
Questa specie è molto variabile, caratterizzata da differenze morfologiche regionali, probabilmente generatesi per fattori ambientali e intromissioni genetiche di altri pecci, similmente a quanto riscontrato per P. abies. Ulteriori studi sul campo si rendono quindi necessari per una piena validazione delle varietà tassonomiche attualmente accettate. 
Vengono accettate due varietà:
- Picea asperata var. notabilis Rehder & E.H.Wilson - endemica del Sichuan occidentale
- Picea asperata var. ponderosa Rehder & E.H.Wilson - rarissima varietà endemica del Balang Shan

## Usi
Lo sfruttamento del suo legno per l'industria cartaria e, in forma minore, in edilizia, riveste un importante ruolo economico in Cina; con la deforestazione conseguente, P. asperata è sopravvissuta solo nelle località meno accessibili, e per questo motivo si sono resi necessari impianti artificiali, che tuttavia non sono in grado di soddisfare la domanda del mercato. Esistono molte cultivar, in Europa e in America,  derivate da semi collezionati all'inizio del ventesimo secolo da alcuni esploratori, commercializzate come alberi ornamentali.

## Conservazione
Lo sfruttamento del suo legno con conseguente deforestazione era e rimane parzialmente (dopo le leggi restrittive emanate nel 1998) il rischio maggiore per la specie, con un declino accertato della popolazione; per questo motivo viene classificata come specie vulnerabile nella Lista rossa IUCN.